# Папушник
Па́пушник или папошник — вид сладкого хлеба из пшеничного дрожжевого теста. Блюдо является частью классической украинской кухни. Считается разновидностью пасхального кулича (паски).

## Этимология
Название происходит от праславянского слова «папа», то есть хлеб. Папушник обозначал мягкий хлеб (или хлебное изделие). Недаром мягкого, неповоротливого человека также называли папушник (аналог — тюхтій). Чаще папушники готовили на Пасху и другие религиозные или значительные праздники.

## Приготовление
Муку заварить кипящим молоком и хорошо растереть, чтобы не было комков. В остывшую смесь влить дрожжи, разведённые в стакане тёплого кипячёного молока до густоты сливок, вымешать, накрыть салфеткой и оставить на несколько часов, чтобы опара подошла. Желтки протереть через сито и растереть с сахаром.
Когда опара приподнимется, влить желтки с сахаром, всыпать ложечку соли, ваниль (ванилин) и хорошо перемешать. После этого начать досыпать муку по частям. Добавляя муку, вымешивать тесто руками, пока оно не станет отставать от рук — тесто должно получиться мягким, но не жидким.
Затем, продолжая замес, постепенно подлить в тесто стакан тёплого растопленного масла, а когда тесто впитает все масло, дать ему ещё немного подойти. Когда тесто подойдёт, разложить его в подготовленные формы так, чтобы оно занимало одну треть и снова поставить отстояться. Когда тесто подойдёт примерно на 3/4 формы, поставить в духовой шкаф на час-полтора.

## Пасхальный папушник
Как писал известный собиратель древностей, генерал Павел Потоцкий, в доме его отца…
«випікали більше десяти папушніков, починаючи від п'яти чвертей аршини заввишки і шести вершків в діаметрі і поступово знижуючись до двох чвертей висоти і трьох вершкове в діаметрі»
.
На пасхальный папушник в XVIII — нач. XX ст. (до установления советской власти) брали 160 желтков, а сам он имел 90 см высотой, от 13 до 27 см толщиной. Ради изготовления этих огромных папушников часто приходилось ломать и заново перекладывать печи. Заготавливалось большое количество яиц, ароматических специй, ром, масло, сахар. Заранее покупалась белая мука тонкого помола и тщательно сушилась в жилых комнатах на больших листах бумаги. Папушники имели форму цилиндра и тесто совсем желтое, прозрачное и нежное, таящее во рту. Желтизна наступала из-за того, что в тесто добавлялось огромное количество желтков яиц. Когда папушники были готовы, их покрывали глазурью из белка и сахара, посыпали цветным маком и горошком из сахара. Папушники сохраняли свою мягкость до двух недель.

## Виды
- папушник классический
- папушник южный (добавляется ром или коньяк, кардамон)
- папушник быстрый
- папушник тюлевый
- папушник из отрубей[4] (с добавлением шафрана и миндаля)
- папушник подольский
- папушник праздничный[5]